# 5422 Hodgkin
5422 Hodgkin eller 1982 YL1 är en asteroid i huvudbältet som upptäcktes den 23 december 1982 av den rysk-sovjetiska astronomen Ljudmila Karatjkina vid Krims astrofysiska observatorium på Krim. Den är uppkallad efter nobelpristagaren Dorothy Hodgkin.
Asteroiden har en diameter på ungefär 16 kilometer.